# سیدنی دی گری
سیدنی دی گری (انگلیسی: Sidney De Gray؛ ‏ ۱۶ ژوئن ۱۸۶۶ – ۳۰ ژوئن ۱۹۴۱) بازیگر اهل انگلستان بود.

## گزیدهٔ فیلم‌شناسی
- خواب پراکنده لوک
- لوک اموال چپاول‌شده را پیدا می‌کند
- آتش‌بازی‌های ناکام لوک
- دست‌تنها
- دردسرهای لوک در تراموا
- لوک دل لیدی فیر را می‌رباید
- زندگی پر جنب‌وجوش لوک تنها
- روز پرمشغله لوک
- لوک تنها، وکیل مدافع
- لوک تنها، تعمیرکار خودرو
- آزادی از دست‌رفته لوک